# 日高村 (新潟県)
日高村（ひだかむら）は、かつて新潟県刈羽郡にあった村。

## 沿革
- 1889年（明治22年）4月1日 - 町村制施行に伴い刈羽郡新道村、大河内新田、貝淵村、黒滝村が合併し、日高村が発足。
- 1901年（明治34年）11月1日 - 刈羽郡豊田村と合併し、高田村となり消滅。

## 村長
- 飯塚弥一郎